# Sonntagberg
Sonntagberg là một thị trấn ở huyện Amstetten trong bang Niederösterreich ở nước Áo. Đô thị này có diện tích 18,41 km², dân số năm 2001 là 4059 người.